# Кунда, Джордж
Джордж Кунда (англ. George Kunda, 1956—2012) — замбийский государственный деятель. Занимал должность вице-президента страны со 2 ноября 2008 по 23 сентября 2011 года.

## Биография
Родился 26 февраля 1956 года в Луаншье. Получил юридическое образование в Университете Лусаки. В разное время занимал должности министра юстиции и генерального прокурора. В период между 2008 и 2011 гг. был в должности вице-президента Замбии.
После проигрыша Движения за многопартийную демократию на выборах в 2011 году, Джордж Кунда стал членом парламента Замбии от своей партии. Скончался 16 апреля 2012 года от неустановленной болезни.